# جهاز بولي تناسلي
الجهاز البولي التناسلي هو نظام أحيائي يتكون من أعضاء التكاثر والجهاز البولي. يصنف الجهازان سوية بسبب تقاربهما وبسبب منشأهما الجنيني ولتشارك الجهازين ببعض الأعضاء مثل الإحليل الذكري. وبسبب تقارب الجهازين، لذلك يصوران ويعرضان سوية.
استعمل الاسم اللاتيني "apparatus urogenitalis" للجهاز البولي التناسلي في نومينا أناتوميكا ضمن تسمية الأحشاء (Splanchnologia) ولكن ليس في ترمينولوجيا أناتوميكا.